# Temnothorax arabicus
Temnothorax arabicus (лат.) — вид мелких по размеру муравьёв рода Temnothorax  из подсемейства мирмицины (Formicidae). Название дано по месту обнаружения (Аравийский полуостров).

## Распространение
Юго-Западная Азия: Саудовская Аравия (Asir Mountains, провинции Jizan и Al Bahah).

## Описание
Мелкие желтовато-коричневые муравьи (2—3 мм). Скапус усика короткий. Голова овально-удлинённая, метанотальное вдавление слабое, заднегрудь угловатая, с проподеальными шипиками. Грудь и голова сверху с редуцированной скульптурой. Усики 12-члениковые. Гнёзда в почве под пальмой Hyphaene thebaica (Arecaceae). Вид был впервые описан в 2017 году по материалам из Саудовской Аравии и близок к видовой группе Temnothorax laurae из Афротропики.